# Мандана Сейфеддініпур
Мандана́ Сейфеддініпур (нім. Mandana Seyfeddinipur, нар. 1967) — іранська лінгвістка.

## Життєпис
Сейфеддініпур виросла у Німеччині. Вивчала лінгвістику і персієзнавство у Вільному університеті Берліна, який закінчила зі ступенем магістра. Завершила докторантуру в Інституті психолінгвістики Макса Планка Радбоуд університету Неймеген (2000—2005 роки). Тема дисертації Disfluency: Interrupting speech and gesture («Уривчаста мова: перервне мовлення і жестикуляція»). Згодом працювала постдоком у Стенфордському університеті з 2007 по 2010 рік.
Після чергового недовгого перебування в Інституті Макса Планка, у 2010 році Сейфеддініпур перейшла до Школи сходо- та африкознавства (SOAS) Лондонського університету, де стала керівницею Програми документування мов, що зникають, яка надавала гранти на документування зникаючих мов світу з 2002 року на основі фінансування від приватного Фонду Аркадія. З 2014 року очолила Архів мов, що зникають (ELAR), який займається цифровим збереженням мов, що зникають, і робить цифрові колекції таких мов доступними всьому світу у цифровому вигляді.
Як експертка у галузі застосування мови, мультимедіа та цифрових технологій для документування, готує учених для розробки мультимедійних колекцій мов, що зникають.
Сейфеддініпур викладає курси з «Візуального режиму мови», використання відео у польових дослідженнях мов,що зникають, мовної психології та використання мови. Її наукові інтереси зосереджені на (аудіовізуальному) документуванні мови, культурному та мовному розмаїтті використання мови, психолінгвістиці та мовному виробництві.

## Публікації

### Монографії
- Disfluency: Interrupting speech and gesture. Nijmegen: MPI-Series in Psycholinguistics; 2006. (PhD)

### Статті
- разом з Дейл Барр: The role of fillers in listener attributions for speaker disfluency, in: Language and Cognitive Processes, (25), pp 441—455; 2010.
- разом із Сотаро Кіта та Пітером Індефрей: How speakers interrupt themselves in managing problems in speaking: Evidence from self-repairs, in: Cognition, (108) 3, pp 837—842; 2008.
- разом із Сотаро Кіта: Gestures and speech disfluencies, in: Proceedings of the 27th Conference of the Berkeley Linguistic Society, (BLS) Berkeley, February 2001.; 2003.
- разом із Сотаро Кіта: Gesture as an indicator of early error detection in self-monitoring of speech, in: Proceedings of the ISCA (International Speech Communication Association) Tutorial and Research Workshop. DiSS'01:Disfluency in spontaneous speech’ University of Edinburgh, Scotland; 2001.

### Інші
- разом з Маріанною Ґуллберг: From gesture in conversation to visible action as utterance. Amsterdam: Benjamins; 2014.
- Reasons for Documenting Gestures and Suggestions for How to Go About It. In: Nicholas Thieberger (Hrsg.), The Oxford Handbook of Linguistic Fieldwork. Oxford: Oxford University Press; 2011.
- Meta-discursive gestures from Iran: Some uses of the ‘Pistolhand’, in: Cornelia Mueller und Roland Posner (Hrsg.). The Semantics and Pragmatics of Everyday Gestures: Proceedings of the Berlin Conference April 1998. Berlin: Weidler Verlag; 2004.
- разом із Сотаро Кіта: Gestures and repairs in speech, in: Christian Cavé, Isabelle Guaïtella und Serge Santi (Hrsg.): Oralité et Gestualité. Interactions et comportements multimodaux dans la communication. Actes du colloque ORAGE 2001. Paris: l'Harmattan, pp 266—279; 2001.